# Claudia Stern
Claudia Stern (Madrid, 12 de febrero de 1972) es una cantante chilena-española. Es hermana mayor del también cantante Nano Stern.
En 1998 participó en la conformación del grupo Alkymia, con el guitarrista Álvaro Taboada y el percusionista Darío Cortés. Al cabo de un tiempo, Cortés abandona la agrupación, mientras que Stern y Taboada continúan la agrupación como un dúo. En 2003, Stern y Taboada tienen un hijo juntos, Andi Taboada Algunos anos después, Stern se integró como docente a la Escuela Moderna de Danza y Música, iniciando su carrera como solista.

## Discografía
- Claudia Stern 2008,
- Florecer 2014,
- Vida 2018.